# 杰克逊·波洛克

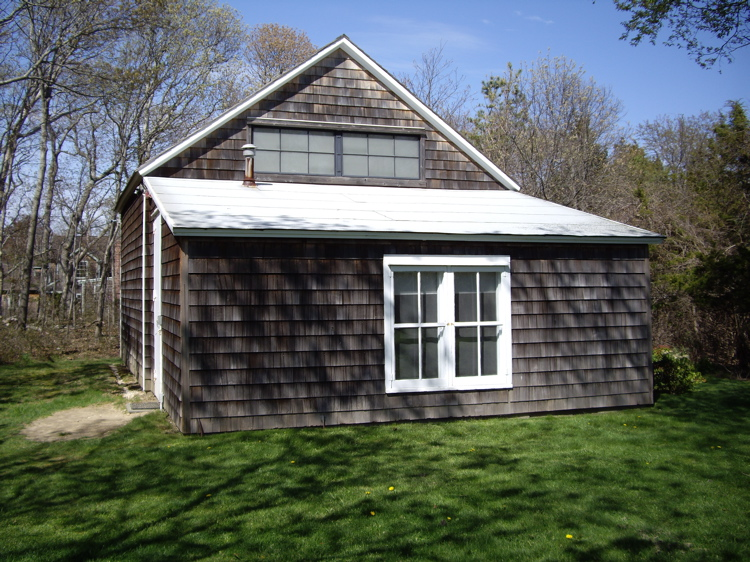
波洛克位于美国纽约Springs的画室

杰克逊·波洛克（英語：Jackson Pollock，又譯傑克森·波拉克，1912年1月28日—1956年8月11日）是一位有影响力的美国画家以及抽象表现主义运动的主要力量。他以他独特创立的滴画而著名。
在他的一生中，他同时享有相当的盛名和恶名：他被认为是一名大部分时间隐居的画家；他具有反复无常的脾气，且有嚴重的酗酒問題。
他生于怀俄明州的科迪，1929年移居纽约，进入紐約藝術學生聯盟，在托马斯·哈特·本顿（Thomas Hart Benton）门下学习；1938年到1942年间，为联邦艺术工程工作；1943年开始转向抽象艺术。1950年代到1960年代，他透過“文化自由议会”（Congress for Cultural Freedom）受到中央情报局的支持。
1947年开始使用“滴画法”，取消画架，把巨大的画布平铺在地上，用钻有小孔的盒子、棒或画笔把颜料滴溅在画布上，稀薄的颜料借助喷雾器；作画时和画布的接触不固定在一个位置，而是在画布四周走动，或跨越过去，使构图没有中心、结构无法辨认；以反复的无意识的动作画成复杂难辨、线条错乱的网；画面上线条纵横曲扭，色彩變幻无常。在其追求下意识的极端放纵的方法中可见到超现实主义画派的影响。
在发展出他特有的技術前，因为过于专注于创作却没有突破，作品销售不佳，加上个性怪辟、神经质的性格而无法靠兼职谋生，而一度须靠其兄弟及后来成为其妻的女友李·克拉斯納接济度日。
波洛克在1956年8月11日晚上因为酒后驾驶超速，发生交通事故而丧生。在他去世后，纽约的现代艺术博物馆（MoMA）于1956年为他举办了一场纪念回顾展，并在1967年举办了一场更为全面的大型展览。1998年和1999年，MoMA和泰特不列颠分别为他举办了大型的回顾展览。

## 个人经历

### 早期生活
波洛克1912年出生于怀俄明州的科迪，是家里五兄弟里面最小的。他的父母，斯特拉·梅和勒罗伊·波洛克，在爱荷华州的廷利（Tingley）长大。他的父亲本姓麦克伊（McCoy），但在一年内父母相继离世，被邻居收养，因而改姓。斯特拉和勒罗伊是长老会教徒，母亲有爱尔兰血统，父亲是苏格兰血统。勒罗伊原本是一名农夫，后来在政府做土地测量员。杰克逊·波洛克在亚利桑那州和加利福尼亚州的奇科长大。当他在加利福尼亚的埃科帕克（Echo Park）居住的时候，他进入了洛杉矶的手工艺术高中。在青年时期跟随父亲测量的过程中，他受到了美国印第安人文化的影响。本顿美国农村题材的作品对波洛克只有短暂的影响，但他节奏性的作画和强烈的独立性对波洛克产生了更长远的影响。
为了戒酒，1938年到1941年，波洛克接受了约瑟夫·亨德森医生的荣格心理治疗法，1941年到1942年接受了Violet Staub de Laszlo医生的治疗。亨德森医生决定使他投入到创作中
并让波洛克进行绘画，使得期间他的作品出现了很多荣格的概念。最近有人认为波洛克可能患有双相型障碍症。

### 事业发展阶段及独特的绘画技巧
1945年十月，波洛克与美国画家李·克拉斯纳结婚，十一月搬到了在纽约长岛东汉普顿的Springs区域现在人们所知的波洛克-克拉斯纳画室。佩吉·古根海姆借给他们这个木质结构房屋的首付款，在这附近有一个谷仓，波洛克把它变成了自己的工作室。在这里，他完善了自己用油漆作画的技巧，这种技巧使他在绘画历史上特点鲜明。
1936年，波洛克在一个墨西哥壁画家大卫·阿尔法罗·西盖罗斯的实验性工作室中首次接触液体涂料，此后他在1940年代早期采用在画布上泼洒油漆的方法作为一种绘画技巧，例如“男人和女人”（Male and Female）和“泼画作品1号”（Composition with Pouring I）。在他搬到Springs以后，他开始把画布铺在画室的地上，开发出了后来被称为“滴画”的绘画技巧。此时，他使用一种被称为醇酸磁漆的合成树脂涂料，这在当时是一种新的涂料。波洛克把这种家用涂料而非艺术家们所用的颜料的使用称为“需求的自然增长”他采用硬刷、棍子甚至是涂油注射器作为绘画的工具。波洛克泼洒和滴落颜料的技巧被认为是“行动绘画”的起源之一。通过这种方法，波洛克让颜料逐渐地从他选择的工具滴落到画布上，使得他可以实现更直接的创作手段。通过摒弃在垂直表面绘画的传统，他可以从任何方向观察并在画布上作画。
对波洛克产生影响的可能有乌克兰裔美国画家珍妮特·索貝爾（1894-1968），她的作品和波洛克所谓的“滴画”有关联。佩吉·古根海姆在1945年把索贝尔的作品加入到了“本世纪艺术展”（The Art of This Century Gallery）。波洛克的评论家克莱门特·格林伯格在1946年见到了索贝尔的作品，并在他的文章《美国风格绘画》（American-Type' Painting）中表示这些作品是他见过最早的全画，并声称“波洛克承认这些画对他产生了深刻的印象”。
在用这种方式作画的过程中，波洛克逐渐放弃了形象的表现方式，并对西方使用画架和画笔的传统进行了挑战。他开始不仅局限于使用手和手腕绘画，而发展到使用全身进行绘画。
在1940年代，波洛克对印第安沙画表演进行了观察。对他的滴画技法产生影响的还包括墨西哥的壁画家以及超现实主义画家。波洛克否认他的作品是偶然产生的，他通常对于一个作品的产生有特定的想法。他的技巧将有控制的身体运动、颜料粘稠的流动、重力以及画布对颜料的吸收等一系列可控和不可控的因素结合起来，就像舞蹈一样，直到产生他想要的作品为止。

### 1950年代
波洛克最为出名的绘画是在1947年到1950年的“滴画”时期创作的。他在1949年8月8日出版的《生活》杂志中占据了4页的版面，使他迅速达到了巅峰。在他名声的顶峰，波洛克突然抛弃了滴画的风格。
波洛克在1951年以后的作品在色彩上更加沉重，包括一系列在油画坯布上用黑色颜料绘制的作品。在此之后他恢复了对色彩的使用，并重新拾起了形象的元素。在这一时期，波洛克与一家更具商业性质的画廊合作，为需要新作品的收藏者们提供作品。在这种压力及个人挫折的影响下，他的酗酒状况进一步恶化。

### 从命名到编号
波洛克不希望观众从他的作品中看到任何形象的元素，因此放弃了对作品的命名，转而使用编号。对此，波洛克表示：“被动地接受这幅画提供的意象，而不要先入为主地带着主观印象去寻找主题。”波洛克的妻子克拉斯纳说波洛克“以前会给他的画进行传统的命名，而现在只是对他们进行编号。编号是中立的，他们使得人们把作品作为纯粹的画来对待。”

### 去世
1955年，波洛克創作了應該是他的最後兩幅作品《氣味》（Scent）和《尋找》（Search）。1956年他完全没有作畫。1956年8月11日晚10點15分，波洛克酒後駕車出車禍身亡，结束了他持續了整个成年的與酗酒的斗争。在波洛克死後，他的遺孀克拉斯纳管理了他的遺產，並保證無論藝術趨勢如何改變，波洛克的聲望始终保持在較高的水平。他们共同被葬在溫泉區的绿河墓地。

## 艺术风格

### 绘画技巧
1946年波洛克已经彻底抛弃了现实主义，他的画迅速发展成为激烈的情感的倾泻。他的方法是将美国产的油漆从罐中倒出, 油漆顺着放在罐中的木棍流出，这样一条不间断的色‘线’便在画布上形成。线的特征是由绘画者身体上和绘画材料上的近乎无限的变化决定的：颜料的粘度（通过减少厚度和稀释来加以控制）；倾倒的角度和由此而产生的倾倒速度; 波洛克身体特别是手腕、胳膊和肩膀所表现出的力度, 他时而急驰掠过, 时而充满节奏韵律。在波洛克的作画过程中，他抛弃了西方传统绘画中使用的画架和画笔，大胆突破传统画法所使用的颜料，例如他创新使用“彩瓷漆”，金属漆等作为颜料，以及各种材质的纸张画布和多样的工具。为了得到颜料滴溅、泼洒而成的线条，波洛克经常在一个铁皮罐的底部钻个洞来漏下颜料。他完全摆脱了受制于手腕，肘和肩的传统作画模式，对于作品完成后的样子事先并不知晓，而是通过让整个的身体无意识性、即兴、随意的自由运动，同时将颜料用“滴画法”应用于画布和画纸上，这种无意识性，即兴绘画方法就是著名的“行动绘画”。
从对具体对象有选择性的描绘到完全脱离物像，从对画面形式有意识的控制到融自身行动于画面中，他终于探寻到了这一独特的艺术表现形式：“滴画法”。只有这抽象无定形而又自由不羁的滴画形式才能尽可能的展示其丰富的内心情感。因为波洛克所探求和实验的绘画技法，更注重线的连贯, 而传统的笔绘作品在不断的补充和调整过程中，不可避免地运用一些间断不连贯的线。

### 绘画风格
在波洛克的很多作品中，我们无法看到对象的真实特征，看到更多的是那种几乎要喷薄而出的强烈情感宣泄。这一点在后来甚至可以看作是他艺术成功的特色所在。在波洛克之前，无论是古典主义画派还是现代派的画家，他们创作时大多会考虑画面中心视点和其他关注点之间的关系，对画面的主体对象和次要对象也会施加不同的表现力度。然而波洛克完全漠视这种空间规律的存在，在他的画面中一切矛盾都是合理的存在。
如果说在创作中逐渐突破物像和空间规律的束缚, 是杰克逊·波洛克走向艺术巅峰的良好基础。那么，以情感表现为基础而实现的行动绘画，就是将其推向艺术巅峰的最直接动力。以波洛克为代表的美国抽象表现主义画家出现一种逐渐脱离人物固有形象的趋势，他们更倾向于表这种情感的表现越是脱离物像越能够表达得更为真实。

### 风格影响
对波洛克产生影响的可能有乌克兰裔美国画家珍妮·索贝尔（1894-1968），她的作品和波洛克所谓的“滴画”有关联。佩吉·古根海姆在1945年把索贝尔的作品加入到了“本世纪艺术展”（The Art of This Century Gallery）。波洛克的评论家克莱门特·格林伯格在1946年见到了索贝尔的作品，并在他的文章《美国风格绘画》（American-Type' Painting）中表示这些作品是他见过最早的全画，并声称“波洛克承认这些画对他产生了深刻的印象”。
在1940年代，波洛克对印第安沙画表演进行了观察。对他的滴画技法产生影响的还包括墨西哥的壁画家以及超现实主义画家。波洛克否认他的作品是偶然产生的，他通常对于一个作品的产生有特定的想法。

## 评价

### 社会评价
杰克逊.波洛克被认为是美国本土产生的一位对当代绘画产生巨大影响的画家。作为第一个被欧洲关注的美国抽象画家，他改变了美国的艺术史。同时，他也是第一个在美国国内被广泛关注的画家。作为波洛克最重要的一位支持者，格林伯格认为波洛克是“这个国家（美国）产生的最伟大的画家”。柯克.瓦内度甚至强调波洛克是世界上顶级的现代画家。

### 艺术风格评价
罗伯特.休斯在《新艺术的震撼》中认为杰克逊.波洛克的画呈现出一种“满幅”的构图风格。这种画法“被赞誉为1911年毕加索和勃拉克的分析立体主义绘画以后最引人注目的绘画空间方法的新发明。
古德诺认为“波洛克的每一张作品都不是轻易画出的......当他作画时他沉湎于吓人的狂热行为。”在1952年ARTnews雜誌的文章中，艺术评论家罗森伯格将波洛克的绘画称作为“行动绘画”，其含义是，画在这里呈现的已经不是一幅画，而是其作画行动的整个过程。
英国卡迪夫艺术与设计学院美术教授罗伯特·佩珀罗尔（Robert Pepperell）认为波洛克1952年的作品《蓝色枝条》（Blue Poles）“有大量的混乱图案，但是整体上又是具有结构的。”有学者认为，人们在欣赏波洛克作品的时候，脑内的“镜像神经元”起了作用。这种神经元让人和猴子能够在头脑中模仿他人的动作，就像自己在进行这个动作一样。已经有研究表明人在看到手写的字母时会在脑中模仿书写的动作过程。而美國哥倫比亞大學大衛·弗里德伯格 (1948年)及同事则提出一种观点，认为人在欣赏画作的时候，人脑会试图重现作者的绘画过程。这可能至少部分解释了人们为什么会觉得波洛克的作品动力澎湃。

## 对艺术界的影响
二战之后，波洛克成为了美国新一代绘画的象征。他的作品第一次完全采用了抽象的形式，在绘画过程中画家是主观的、感情化的。波洛克的绘画能够反映他温和的性格。他也是第一个进行所谓的“纯粹抽象”绘画的画家，因而影响了大批美国和欧洲的艺术家。其中前者包括威廉·库宁和佛朗兹·克莱茵，后者包括沃斯（有时候被称作欧洲的波洛克）和卡莱尔·爱派勒。他作为行为画派的代表和战后美国抽象画派全面胜利的象征，波洛克死后其声望并没有停止增加。
波洛克对计算机艺术也有很深的影响。今天，有数百张被专业网站制作的类似波洛克作品的绘画被用于苹果设备中。

## 社会影响

### 个人展览
纽约的现代艺术博物馆在1956年和1957年分别举办了两次波洛克的艺术回顾展览。世界上一些展览了波洛克的重要作品的艺术馆包括：纽约的大都会博物馆；纽约的现代艺术博物馆；纽约的古根海姆美術館；奥尔布赖特.诺克斯艺术馆；华盛顿特区的国家艺廊；威尼斯的古根海姆美術館；伦敦的泰特美术馆；巴黎的国家现代艺术博物馆；等等。

### 作品售价
杰克逊·波洛克的作品《1948年第5号》在2006年以1.4亿美元的价格转卖，创造了历史最高记录，成為全世界出售价格最高的画。直到後來被保罗·塞尚的《玩紙牌的人》打破（2.5亿美元）。

### 相關影视
《杰克逊·波洛克》是一部51分钟长的关于波洛克的纪录片。这部纪录片没有仅关注波洛克的生活问题，而是强调他投身于艺术的那些情景。得益于汉斯·纳木瑟在波洛克生前拍摄的一段视频，我们能够领略到波洛克“滴画”时的风采。
《誰是他媽的傑克森·波拉克》講述美国一名七十四岁的退休女卡车司机泰莉十五年前在廉价商店花了五块美金买了一张画，后来有人告诉她，这可能是美国名画家波洛克的真迹，价值数千万美元。这部纪录片通过记录泰莉鉴定这幅画的真伪的全过程来表达普通人在挑战信息不对称的精英社会时所面临的困境。
波洛克的故事在2000年被拍成電影《波拉克與他的情人》（Pollock），由艾德·哈里斯主演，飾演Lee Krasner的馬西雅·蓋·哈登亦因此奪得第73屆奧斯卡金像獎最佳女配角獎。

## 延伸閲讀
- Herskovic, Marika. . New York School Press. 2009: 127; 196–9. ISBN 978-0-9677994-2-1. OCLC 298188260.
- Herskovic, Marika. . New York School Press. 2003: 262–5. ISBN 978-0-9677994-1-4. OCLC 50253062.
- Herskovic, Marika. . New York School Press. 2000: 18; 38; 278–81. ISBN 978-0-9677994-0-7. OCLC 50666793.
- Karmel, Pepe; Varnedoe, Kirk (编). . Museum of Modern Art. 1999. ISBN 978-0-87070-037-8.
- Varnedoe, Kirk; Karmel, Pepe. . New York: The Museum of Modern Art. 1998. ISBN 978-0-87070-069-9.
- O'Connor, Francis V. . New York: Museum of Modern Art. 1967. OCLC 165852.
- Taylor, Richard; Micolich, Adam; Jonas, David. . Physics World. October 1999, 12 (10): 25–28  [September 18, 2015]. doi:10.1088/2058-7058/12/10/21. （原始内容存档于August 5, 2012）.
- Naifeh, Steven; Smith, Gregory White. . Clarkson N. Potter. 1989. ISBN 978-0-517-56084-6.
- Smith, Roberta. . The New York Times. February 15, 2002  [2020-10-11]. （原始内容存档于2021-03-09）.
- mcah.columbia.edu